# Kras 52
Kras 52 – potoczne określenie rękopisu o sygnaturze PL-Wn MS III.8054 (olim: Krasinski 52), stanowiącego najcenniejsze polskie źródło średniowiecznej muzyki polifonicznej.
Manuskrypt znajdował się dawniej w zbiorach Biblioteki Ordynacji Krasińskich (stąd sygnatura „Kras. 52”, stanowiąca potoczne określenia zabytku). Obecnie przechowywany jest w zbiorach Biblioteki Narodowej w Warszawie w Zakładzie Rękopisów.
Część muzyczna manuskryptu jest najcenniejszym zachowanym rękopisem średniowiecznym z dawnej Biblioteki Krasińskich. Część ta bywa też nazywana najważniejszym zabytkiem polskiej kultury muzycznej okresu przed Fryderykiem Chopinem.

## Historia
Powstanie poszczególnych części Kras 52 datuje się na lata 1430–1455. Wzmiankę o zabytku, pozostającym wówczas w zbiorach zgromadzonych przez Konstantego Świdzińskiego, opublikował w 1857 Wojciech Sowiński. Po 1857 manuskrypt trafił do Biblioteki Krasińskich. W drugiej połowie XIX wieku nastąpiło złączenie pięciu odrębnych części w jedną całość. Pierwszą dokładniejszą informację o manuskrypcie podał w 1907 Aleksander Poliński.
Jako własność Biblioteki Krasińskich zabytek przetrwał do 1944, kiedy to zbiory biblioteki, znajdujące się wówczas w Warszawie przy ulicy Okólnik 9, zostały celowo podpalone przez hitlerowskiego okupanta. Uznano, że Kras 52 spłonął wraz z tymi zbiorami. Jednak w 1948 rękopis został ponownie odkryty przypadkiem w monachijskiej Bayerische Staatsbibliothek przez Karola Estreichera, który zauważył znajomą oprawę woluminu przenoszonego przez niemieckiego bibliotekarza. Być może dokument został w czasie wojny wywieziony do Rzeszy przez muzykologa Wolfganga Boettichera. Zidentyfikowany rękopis wrócił do Polski.
W okresie międzywojennym i po 1945 rękopisowi poświęciło rozprawy wielu czołowych muzykologów (m.in. Henryk Opieński, Zdzisław Jachimecki, Adolf Chybiński, Maria Szczepańska). Współcześnie badania nad rękopisem prowadzili Mirosław Perz i Elżbieta Zwolińska.

## Opis
Manuskrypt o wymiarach 30,4 × 22 cm składa się z 206 kart (ostatnia karta nosi numer 205, ponieważ dwie karty otrzymały numer 9) i jedenastu kart ochronnych (I–VI i VII–XI). Papier, na którym wykonano rękopis, pochodzi z drugiej połowy lat 40. i lat 50. XV wieku (z wyjątkiem kart 163–172, gdzie filigran podobny jest do filigranów z końca XIV w.). Oprawa z jasnej skóry, z tłoczeniami i ozdobnym napisem na grzbiecie „Rękopism z wieku XV”, wykonana została w XIX wieku. Pismo ma cechy charakterystyczne dla XV wieku. Skromne zdobienia (czerwone i zielone inicjałki), występują tylko w początkowych składkach rękopisu.

## Zawartość
Na rękopis składa się pięć części:
- Sermones quadregesimalis – zbiór kazań Jakuba de Voragine (k. 1r–117r)[9]
- Gesta Romanorum (Historie rzymskie) (k. 118r-154v, brak dwóch pierwszych paragrafów)[3]
- Expulsiones demonum (traktat o wypędzaniu demonów)  z fragmentem ewangelii (k. 155r–162v)[3]
- Varia (k. 163r–172v)[3]
- 36 utworów muzycznych, zapisanych czarną notacją menzuralną (k. 173r–205v)[3][6]

### Część niemuzyczna
Pierwsze cztery, niemuzyczne części przepisane były przez kilku (być może trzech) kopistów. Jednym z nich był Piotr z Kazimierza, który w kolofonie na karcie 154v podał datę ukończenia kopiowania Historii rzymskich – 1455. Na podstawie analizy manuskryptu stwierdzono, że część kart została połączona w nieprawidłowej kolejności, są też braki na początku i końcu.
Część niemuzyczna złożona jest z piętnastu nieregularnych składek, w których można wyróżnić trzy odrębne rękopisy:
1. Kazania wielkopostne (składki I–IX)
2. Gesta Romanorum, Expulsiones demonum i ewangelia (przepisana przez Piotra z Kazimierza, oprócz ewangelii dodanej na wolnej karcie przez inną osobę)
3. Noty na tematy liturgiczne i krótkie traktaciki (składka XV)

### Część muzyczna
Część muzyczna rękopisu znajduje się na kartach 173–205 (trzy składki: XVI–XVIII). Składa się na nią 36 wielogłosowych kompozycji z pierwszej połowy XV wieku. Składki części muzycznej zostały zapisane na papierze północnowłoskim, pochodzącym z lat 1436–1440.
Większość utworów stanowią kompozycje trzygłosowe. Utwory kompozytorów obcych (m.in. Johannes Ciconia, Etienne Grossin z Paryża, Antonio Zacharias z Teramo, Nicola Zacarias) należą do fazy schyłkowej stylu ars nova i wczesnej polifonii franko-flamandzkiej, co świadczy o związkach środowiska artystycznego czasów Władysława Jagiełły z kulturą muzyczną północnych Włoch. Rękopis zawiera utwory zarówno łatwiejsze w odbiorze (jak piosenka studencka Breve regnum), jak i bardziej skomplikowane opracowania części mszalnych.
Dla kultury polskiej największą wartość stanowią zapisane w rękopisie utwory Mikołaja z Radomia (siedem z dziewięciu zachowanych jego kompozycji) oraz kilka innych polskich utworów (m.in. Cracovia civitas, Breve regnum, Pastor gregis egregius, Nitor inclite claredinis, Hystorigraphi aciem). Wszystkie polskie kompozycje wiążą się z Krakowem lub dworem Władysława Jagiełły (pojawia się w nich nazwa miasta, postać św. Stanisława i postacie z dworu królewskiego).
Trzygłosowe opracowanie Magnificat Mikołaja z Radomia stanowi wczesny przykład zastosowania nowej ówcześnie techniki kompozycyjnej fauxbourdon (pierwsze zapisy tej techniki Guillaume’a Dufaya pochodzą z ok. 1430, zaś utwory Mikołaja z Radomia sytuuje się w latach 30. lub 40. XIV w., a niektóre może nawet w latach 20.).
Mirosław Perz przeprowadził badania porównujące „Kras 52” z zaginionym rękopisem Biblioteki Narodowej „Wn 378” (istnieje jego faksymile opublikowane w serii Antiquitates Musicae in Polonia). Wykazały one, że część utworów zapisanych w rękopisie Krasińskich w sposób niejasny, z poprawkami i skreśleniami, została umieszczona w rękopisie Wn 378” w sposób jasny i klarowny. Można stąd wysnuć wniosek, że niektóre karty z „Kras 52” były rodzajem roboczego brulionu, wykorzystanego następnie przy tworzeniu uporządkowanych zapisów w „Wn 378”.

### Lista utworów
- kompozycje Mikołaja z Radomia – większość zachowanych jego utworów:
  - Magnificat
  - Alleluja
  - dwie pary części mszalnych ordinarium missae Gloria (Et in terra pax hominibus) – Credo (Patrem omnipotentem)
  - ballada z dopisanym tekstem Hystorigraphi aciem mentis (ok. 1426), autorstwa prawdopodobnie Mikołaja z Błonia lub samego Mikołaja z Radomia[14] (kontrafaktura)
  - ballada bez zachowanego tekstu
- utwór Pastor gregis egregius Mikołaja z Ostroroga
- kompozycje Johannesa Ciconii, m.in.:
  - Gloria Regina gloriosa
  - Regina gloriosa
  - Credo Regina gloriosa
- kompozycje Antonia Zachary da Teramo, m.in.:
  - Gloria Ad ogni vento
- kompozycje Estienne Grossina, m.in.:
  - Credo
  - utwór bez tytułu
- Gloria magistra Egardusa
- kompozycje Petera Sweitzla, Nicola Zachariasa
- kompozycje anonimowe, m.in.:
  - Ave mater o Maria
  - Breve regnum
  - Cracovia civitas, z tekstem przypisywanym Stanisławowi Ciołkowi[15]
  - Christicolis fecunditas
  - Maria en mitissimia
  - Nitor inclite claredinis
  - Salve, thronus Trinitatis
  - Virginem mire pulchritudinis

## Dyskografia

### Płyty CD
- Musica Divina - Muzyka z Rękopisu Krasińskich – płyta SACD & CD zawierająca 16 utworów z Kras 52, wyk. Ars Cantus, wyd. Bearton (nominacja do Fryderyka 2006 w kategorii Muzyka dawna)
- Muzyka Jagiellonów / Rękopis Krasińskich XV w. – płyta zawierająca 16 utworów z Kras 52, wyk. Ars Nova, wyd. Travers Music
- Mikołaj z Radomia – Dzieła wszystkie – monograficzna płyta Mikołaja z Radomia, wyk. Ars Nova, wyd. Dux (nominacja do Fryderyka 1995 w kategorii Muzyka kameralna)